# The Business
För samlingsboxen med Madness, se The Business (samlingsbox).
The Business, brittiskt punkband bildat i oktober 1979 i södra London
The Business tillhör föregångarna inom genren Oi!. Bandet har gjort låtar som fansen sjunger på West Ham Uniteds matcher, som "3 lions" och "Hardcore Hooligans".
Bandet splittrades 2016.

## Diskografi (i urval)
Studioalbum
- Suburban Rebels (1983)
- Saturday's Heroes (1985)
- Welcome to the Real World (1988)
- Keep the Faith (1994)
- The Truth, the Whole Truth and Nothing But the Truth (1997)
- No Mercy for You (2001)

Livealbum
- Official Bootleg Backed with Loud... (1985)
- Live and Loud (1987)
- The Business Live (1999)
- Down with the Pub (2000)
- Live at the Main Event (2001)

Samlingsalbum
- The Complete Singles Collection (1995)
- Best of the Singles Collection (1997)
- Singalongabusiness (2000)
- Harry May (2002)
- Mean Girl (2008)
- Hardcore Hooligan (2003)
- Under the Influence (2003)
- Doing the Business (2010)

Annat
- Mob Mentality (2000) (delad album med Dropkick Murphys)

EPs
- Smash the Discos (1982) (UK #3)
- Death II Dance (1996)
- Mean Girl (2008)
- Back In The Day (2014)

Singlar
- "Harry May" (1981) (#13 på UK Singles Chart)
- "Out of Business" (1983)
- "Get Out of My House" (1985)
- "Drinking and Driving" (1985) (UK #27)
- "Do a Runner" (1988)
- "Anywhere But Here" (1994)
- "One Common Voice" (1997)
- "Hell 2 Pay" (2002)